# Titularbistum Pamphilus
Pamphilus (ital.:  Pamfilo) ist ein Titularbistum der römisch-katholischen Kirche.
Es geht zurück auf ein früheres Bistum in der römischen Provinz Thracia bzw. Europa im europäischen Teil der heutigen Türkei.
| Titularbischöfe von Pamphilus |      |     |     |     |
| Nr.                           | Name | Amt | von | bis |